# The Cavalier's Dream
The Cavalier's Dream je americký němý film z roku 1898. Režisérem je Edwin Stanton Porter (1870–1941). Film trvá zhruba minutu a měl premiéru v prosinci 1898.

## Děj
Kavalír usíná na stole. Ve snu ho přivítá stará čarodějnice, která prostře stůl a zmizí. Poté přichází na scénu ďábel, který muže svými triky děsí a uspí na židli. Kavalír se nakonec probudí a zjistí, že to byl jenom sen.